# Saint-Martin-de-Fresnay
Saint-Martin-de-Fresnay – miejscowość i gmina we Francji, w regionie Normandia, w departamencie Calvados.
Według danych na rok 1990 gminę zamieszkiwało 1347 osób, a gęstość zaludnienia wynosiła 25 osób/km² (wśród 1815 gmin Dolnej Normandii Saint-Martin-de-Fresnay plasuje się na 165. miejscu pod względem liczby ludności, natomiast pod względem powierzchni na miejscu 4.).